# Psychotria jinotegensis
Psychotria jinotegensis är en måreväxtart som beskrevs av Cirilo Nelson och Al.. Psychotria jinotegensis ingår i släktet Psychotria och familjen måreväxter.

## Underarter
Arten delas in i följande underarter:
- P. j. jinotegensis
- P. j. morazanensis